# زيلا داي
زيلا داي كير (Zella Day Kerr) أو فقط زيلا داي (Zella Day).مغنية و كاتبة أغاني وموسيقية أمريكية من مواليد 13 مارس 1995.

## روابط خارجية
- زيلا داي على موقع IMDb (الإنجليزية)
- زيلا داي على موقع ميوزك برينز (الإنجليزية)
- زيلا داي على موقع أول ميوزيك (الإنجليزية)
- زيلا داي على موقع ديسكوغز (الإنجليزية)